# Murdannia schomburgkiana
Murdannia schomburgkiana là một loài thực vật có hoa trong họ Commelinaceae. Loài này được (Kunth) G.Brückn. mô tả khoa học đầu tiên năm 1930.